# 陳武璋
陳武璋（1915年11月21日—1984年7月4日），為台灣政治人物，臺南出生，曾擔任高雄市議員、副議長、議長。1957年至1960年間擔任高雄市市長，為高雄政治派系「臺南派」領導人物之一。

## 早年生平
陳武璋出身臺南廳學甲堡中洲庄（今臺南市學甲區中洲部落），大正十二年（1923年）舉家遷至高雄州高雄郡高雄街（今高雄市鼓山區），經營璋記精米廠。畢業於高雄市第三公學校內惟分校、高雄商業補習學校。曾出任高雄市精米商組合商務理事。
戰後，陳武璋投入政治，於鼓山區參選高雄市參議會議員，於1946年4月當選高雄市參議員。
在市參議會時期，陳武璋相當低調，表示到市參議會是來學習，發言次數屈指可數。:412後來發生二二八事件，許多明星籍議員都退出政壇（高雄市參議員即有三位死於二二八事件）。陳武璋於1951年角逐出任第一屆民選高雄市議會議員，於第一選區（鹽埕、鼓山、旗津）參選，12月當選。反而成為少數有經驗的資深議員。:412
當謝掙強捲起同鄉會浪潮後，高雄市另一重要移民臺南縣移民也形成一股力量，裡面以陳武璋政治經歷最豐富，成為臺南派領袖。:412

## 高雄市議會及議長
1952年10月，第二屆高雄市議會改選，陳武璋連任。志在市長的陳武璋與在地派孫媽諒獲黨部提名角逐正副議長。然而意圖連任的現任市長謝掙強與「在地派」合作下，反而由「澎湖派」支持孫媽諒當選議長，拉下陳武璋，屈就副議長。謝掙強此舉成功扭轉連任路上不利因素，但也引起陳武璋及支持他的臺南派不滿。:373
1953年1月16日，第二屆市議會成立，對市府監督及批評不遺餘力。第一次大會中，以副議長陳武璋領軍的市府財政調查報告，就提出五項缺失。並意有所指表示，這些錯誤雖不在謝市長，但也應負監督不周的責任。此外，議員又針對中央果菜市場許多問題，組成調查小組，由陳武璋擔任召集人。:378-379在市立女中興建案及圖書館興建案上，議會與黨外議員李源棧也砲轟市府。1954年第四次大會中，適逢國民大會開會，身兼國大代表的謝掙強前赴國大，引起議會不滿。陳武璋在審查預算前建議休會，謝掙強返高後，4月14日第七次臨時大會，議員在預算上砲轟市府，在結論中要求送監察院嚴加糾舉。:382-383
1954年12月，第三屆高雄市議會改選，陳武璋再度連任。陳武璋與「外省派」表示可搭配外省籍議員參選，在與「外省派」聯手下，陳武璋與外省籍議員張承愈順利當上正副議長。:400陳武璋除統合臺南派、在地派、外省派外，在中央也尋求靠山。例如謝掙強背後有陳誠，因此陳武璋在當選議長後，透過當時蔣經國派的高雄港務局長兼救國團高雄市團委會主委的閻振興牽線，成為蔣經國系統的地方大將。:411

## 高雄市長
陳武璋在與謝掙強爭取國民黨黨內提名時，喊出響亮的口號「新陳代謝」，把生物學名詞用在政治上，一時膾炙人口。:6
1957年，陳武璋出馬角逐第三屆高雄市長選舉，對上黨外的現任國代、民社黨提名的楊金虎。楊金虎在與黨外市議員李源棧協調後，由楊金虎參選市長、李源棧參選省議員。選舉中，陳武璋獲得「臺南派」及外省派、大部分在地派支持；而楊金虎只獲得澎湖派、部分在地派及不滿國民黨的選票支持，最終陳武璋以86,409票擊敗楊金虎的47,138票成功當選，也是三屆市長選舉以來差距最大的一次。:412
陳武璋上任後，原本緊張的府會關係，隨著出身議會的陳武璋入主市府後緩和下來：以往「大炮議員」王書川走向「溫和」、黨外議員李源棧轉戰臨時省議會，而第四屆議會改選後，「反對派」澎湖派只剩下3席。使陳武璋時代的議會少了謝掙強的火爆場面。:424陳武璋上任之初面對教育當局選擇高雄市成為九年國教的第二個試辦城市，引起高雄市震撼。陳武璋在競選時以整修各國小為政見，準備以1000萬元預算執行。惟隨著「免試升學」，將造成經費不足而跳票，當時許多家長不願學生在高市就讀，前往高雄縣的鳳山高中及岡山高中報考，也影響高雄縣學生。:418在議員反對「免試升學」下，終於到第三次大會（1958年11月），通過停辦的決議。:425
市長任內，陳武璋爭取到壽山公園的開放、興建現代化的體育館，以及後驛的市地重劃等重大建設。並首度在愛河舉辦端午節龍舟比賽，也推行市政重劃。然而在市長任內也發生在禁建區建築的六十八萬活動金舞弊案，當時在禁建區有人活動建築，而付出了六十八萬活動費的舞弊案。此案與後來楊金虎的賣官案、王玉雲的中華市場弊案，均轟動一時。:6。在三民區運河改建上，市府採取與河爭地則導致運河過於狹窄成為死水。
1959年6月發生市民巫義德以開闢十全路幫助其岳父炒地皮為由發起的罷免陳武璋案，巫義德發出一萬份傳單，列舉陳武璋的「罪狀」，一時傳遍全市。:7一度取得選區千分之一公民的提議。雖然在各級「疏通」下，使這個全省第一個罷免市長案無疾而終，巫義德也在1960年2月因「匪諜案」被捕。但也很大打擊了陳武璋的政治前途，影響陳武璋的連任。:7
在第四屆高雄市長選舉時，當時「在地派」在第四屆市議會改選中，實力已遠超過澎湖派及臺南派。對於連續三屆落入外人手中的市長寶座已勢在必得。然而陳武璋背後有蔣經國做靠山，在地派卻「朝中無人」。「在地派」因此公認唯有推出與蔣介石交情頗深的陳家陳啓川出馬才能獲勝，若是蔣介石點頭，蔣經國也不敢有意見。:428最後由在地派的許金煜代為登記，在國民黨市黨部默許下視為登記完成，將陳武璋與陳啟川送到中央。在蔣介石圈選下，國民黨提名了陳啓川參選市長、陳武璋改提名參選省議員。:428

## 卸任後
在1960年第一屆臺灣省議員選舉時，國民黨於高雄市提名二席（應選三席），為在地派的蔡文玉及澎湖派的林澄增。唯國民黨原欲提名陳武璋，在條件交換下由臺南派的洪地利出馬，並承諾當選後加入國民黨。然而選舉期間，除了蔡文玉與黨外的李源棧聲勢領先，林澄增及洪地利卻出現聲勢不如的情況，最終國民黨因若擔心洪地利選上、林澄增落選，會導致國民黨僅當選一席的尷尬場面，於是將軍系鐵票灌給林澄增，使林澄增以1700多票些微差距險勝。開票結果，臺南派一陣嘩然，陳武璋也不願擔任陳啓川的主任秘書，離開臺灣遠走新加坡。:430-431
市長卸任後，陳武璋一度遠走新加坡經營木業。並在東南亞擴展商業領域。:8
1968年第六屆高雄市長選舉，陳武璋從新加坡返臺宣布參選高雄市長。當時國民黨原鎖定三信林家的林瓊瑤不願出馬角逐市長，國民黨遂緊急徵召陳武璋出馬參選市長。:434對上四度挑戰市長的楊金虎，陳武璋雖獲得國民黨副秘書長謝然之坐鎮指揮，卻出現「輔選方式」錯誤、助選人員欺上瞞下的情況，連輔選單位都收到陳武璋聲勢上漲的情報，加上報紙一面倒說盡陳武璋好話。:79當時媒體一面倒的「批楊頌陳」也引起選民對輿論的懷疑，幫助楊金虎競選的莊文樺曾回憶在4月18日楊金虎陣營舉行盛大群眾大會的隔日，各家新聞卻隻字未提，結果引起參加的群眾耳語渲染，反而造成更大的宣傳效果影響選民心理。:153-154而政見發表會上楊金虎人潮洶湧，陳武璋僅小貓兩三隻。結果隔天的報紙卻刊出相反的報導，引起親臨現場者大罵報紙昧著良心說話，在渲染到全市下反而同情楊金虎，影響了陳武璋的勝負。:149
開票當天，陳武璋陣營還以為將勝選，到了當晚六點謝然之還向中央報告陳武璋將大贏楊金虎兩萬票。 :9在4月21日開票當晚，由於一開始先開出的票箱，陳武璋票數一路領先。不到八點陳家大門前就鞭炮聲不停。然而到了九點以後，發現楊金虎票數後來居上，十點時楊氏票數確定超過陳武璋。陳武璋競選總部只好尷尬的關燈熄火，不再統計票數。:119-120承認了陳武璋的敗選。最終陳武璋以97,363票不敵楊金虎的129,162票，意外敗選。
敗選後陳武璋在臺灣省政府提拔下於1970年出任臺灣省政府民政廳廳長，直到1972年改組辭職，回到海外經商。
1984年7月4日，陳武璋因心臟病發病逝自宅。

## 家族
- 陳武璋之妻林碧梧為商界聞人、木材業林商號合板公司創始人林歡邦（1886年—1965年8月22日）之女。陳武璋有五男三女，長男陳怡謙、次男陳怡仁、三男陳怡德、四男陳怡亨、五男陳怡白；長女陳淑芳、次女陳淑貞、三女陳淑玲。

## 外部連結
- 高雄市議會歷屆議員簡介，存于
- 臺南市政府文化局/臺南文史/人物/陳武璋 （页面存档备份，存于）

| 中華民國政府職務 | 中華民國政府職務                             | 中華民國政府職務 |
| ---------------- | -------------------------------------------- | ---------------- |
| 高雄市政府       |                                              |                  |
| 前任： 謝掙強    | 高雄市市長 第三屆 1957年6月2日－1960年6月2日 | 繼任： 陳啓川    |